# Jack Bobridge
Jack Bobridge (ur. 13 lipca 1989 w Adelajdzie) – australijski kolarz torowy i szosowy, wicemistrz olimpijski oraz wielokrotny medalista mistrzostw świata w kolarstwie torowym.

## Kariera
Na igrzyskach olimpijskich w Pekinie w 2008 roku zajął czwarte miejsce w drużynowym wyścigu na dochodzenie. Rok później, na mistrzostwach świata w Pruszkowie zdobył srebrne medale zarówno w drużynowym jak i indywidualnym wyścigu na dochodzenie. Na
mistrzostwach świata w Kopenhadze w 2010 roku zdobył złoty medal w drużynowym wyścigu na dochodzenie (razem z Michaelem Hepburnem, Cameronem Meyerem i Rohanem Dennisem), a indywidualnie w tej konkurencji zdobył brązowy medal. Podczas mistrzostw świata w Apeldoorn w 2011 roku został mistrzem świata w indywidualnym i drużynowym wyścigu na dochodzenie (razem z Rohanem Dennisem, Michaelem Hepburnem i Lukiem Durbridgem). Kolejne dwa medale zdobył na mistrzostwach świata w Melbourne w 2012 roku, gdzie wspólnie z Michaelem Hepburnem, Glennem O’Shea i Rohanem Dennisem wywalczył srebrny medal w drużynowym wyścigu na dochodzenie, indywidualnie także był drugi, ulegając tylko Hepburnowi.
Jest aktualnym mistrzem Australii w indywidualnym wyścigu na dochodzenie oraz w wyścigu ze startu wspólnego. 2 lutego 2011 w Sydney wynikiem 4.10,534 min poprawił rekord świata w wyścigu na 4000 m na dochodzenie, poprawiając 15-letni rekord należący do Chrisa Boardmana o 0,580 s.
W listopadzie 2016 roku kolarz ogłosił zakończenie kariery z powodu problemów zdrowotnych (zdiagnozowane reumatoidalne zapalenie stawów).

## Rekordy świata
| Data          | Miejsce | Konkurencja           | Rezultat     | Status   |
| ------------- | ------- | --------------------- | ------------ | -------- |
| 2 lutego 2011 | Sydney  | 4000 m na dochodzenie | 4.10,534 min | aktualny |

## Najważniejsze zwycięstwa i sukcesy
2006
- 1. miejsce, Juniorskie Mistrzostwa Świata w drużynowym wyścigu na dochodzenie

2007
- 1. miejsce, Juniorskie Mistrzostwa Świata w drużynowym wyścigu na dochodzenie
- 1. miejsce, Juniorskie Mistrzostwa Australii w drużynowym wyścigu na dochodzenie
- 1. miejsce, Mistrzostwa Australii w madisonie

2009
- 1. miejsce, Juniorskie Mistrzostwa Świata w jeździe indywidualnej na czas
- 1. miejsce, Juniorskie Mistrzostwa Australii w jeździe indywidualnej na czas
- 1. miejsce, Juniorskie Mistrzostwa Australii w wyścigu ze startu wspólnego
- 1. miejsce, Mistrzostwa Australii w indywidualnym wyścigu na dochodzenie
- 2. miejsce, Mistrzostwa Świata w indywidualnym wyścigu na dochodzenie
- 2. miejsce, Mistrzostwa Świata w drużynowym wyścigu na dochodzenie
- 1. miejsce, 4. i 6. etap Tour of Japan

2010
- 1. miejsce, Mistrzostwa Świata w drużynowym wyścigu na dochodzenie
- 1. miejsce, Igrzyska Wspólnoty Narodów, indywidualny wyścig na dochodzenie
- 1. miejsce, Igrzyska Wspólnoty Narodów, drużynowy wyścig na dochodzenie
- 1. miejsce, Mistrzostwa Australii w indywidualnym wyścigu na dochodzenie
- 1. miejsce, Mistrzostwa Australii w drużynowym wyścigu na dochodzenie
- 1. miejsce, Mistrzostwa Australii w wyścigu punktowym
- 1. miejsce, 5. etap Eneco Tour
- 3. miejsce, Mistrzostwa Świata w indywidualnym wyścigu na dochodzenie

2011
- 1. miejsce, Mistrzostwa Świata w indywidualnym wyścigu na dochodzenie
- 1. miejsce, Mistrzostwa Świata w drużynowym wyścigu na dochodzenie
- 1. miejsce, Mistrzostwa Australii w wyścigu ze startu wspólnego
- 1. miejsce, Mistrzostwa Australii w indywidualnym wyścigu na dochodzenie
- 2. miejsce, Mistrzostwa Australii w jeździe indywidualnej na czas

2012
- 2. miejsce, Mistrzostwa Świata w indywidualnym wyścigu na dochodzenie
- 2. miejsce, Mistrzostwa Świata w drużynowym wyścigu na dochodzenie